# Sauris sinuaticornis
Sauris sinuaticornis là một loài bướm đêm trong họ Geometridae.